# The Winning of La Mesa
The Winning of La Mesa è un cortometraggio muto del 1912 diretto da Allan Dwan. Di genere western, il film fu prodotto dalla Flying A (American Film Manufacturing Company) e distribuito dalla Motion Picture Distributors and Sales Company. Interprete principale, l'attrice Pauline Bush affiancata da Louise Lester.

## Trama
Il vecchio Tex Garvin, proprietario di una casa da gioco, controlla la piccola città di La Mesa, un centro di smistamento del bestiame. Nel suo saloon lavora come barista la bella Peggy, il cui compito principale è quello di intrattenere i clienti del locale. Un giorno, in città, arriva un giovane pastore insieme alla madre e alla sorella. La sua venuta non è accolta troppo bene dai bovari che finiscono anche per insultare la sorella del religioso. Peggy, allora, reagisce: si pente della vita che ha tenuto fino a quel momento e decide di redimersi. Va a vivere con la famiglia del ministro e il suo esempio spinge tutti i suoi "ragazzi" a seguirla sulla retta via con la promessa di tutti i cowboy di unirsi alla chiesa. Garvin, però, è di diverso avviso: innamorato di Peggy che l'ha abbandonato per il pastore, è preso dal furore e medita di vendicarsi del suo rivale, minacciando di ucciderlo. Verrà ridotto a più miti consigli proprio dall'intervento di Peggy che evita la catastrofe annunciata riportando la pace in città.

## Produzione
Il film fu prodotto dalla Flying A (American Film Manufacturing Company).

## Distribuzione
Distribuito dalla Motion Picture Distributors and Sales Company, il film - un cortometraggio in una bobina - uscì nelle sale cinematografiche statunitensi l'8 gennaio 1912.